# Hamdi Akujobi
Hamdi Jobi Akujobi (Rotterdam, 20 gennaio 2000) è un calciatore nigeriano con cittadinanza olandese, difensore o centrocampista svincolato.

## Caratteristiche tecniche
È un centrocampista difensivo utilizzabile anche da terzino destro.

## Carriera

### Club
Cresciuto nel settore giovanile di Feyenoord e VVA, nel 2018 viene acquistato dall'Heerenveen. Debutta in prima squadra il 4 agosto 2019 giocando l'incontro di Eredivisie vinto 4-0 contro il Heracles Almelo.

### Nazionale
Nato in Olanda da genitori di origine nigeriana, nel 2019 è stato convocato dalla Nigeria under-20 in preparazione al mondiale under-20 2019.

## Statistiche
Statistiche aggiornate al 14 gennaio 2021.

### Presenze e reti nei club
| Stagione        | Squadra         | Campionato      | Campionato | Campionato | Coppe nazionali | Coppe nazionali | Coppe nazionali | Coppe continentali | Coppe continentali | Coppe continentali | Altre coppe | Altre coppe | Altre coppe | Totale | Totale | Totale |
| Stagione        | Squadra         | Comp            | Pres       | Reti       | Comp            | Pres            | Reti            | Comp               | Pres               | Reti               | Comp        | Pres        | Reti        | Pres   | Reti   |        |
| --------------- | --------------- | --------------- | ---------- | ---------- | --------------- | --------------- | --------------- | ------------------ | ------------------ | ------------------ | ----------- | ----------- | ----------- | ------ | ------ | ------ |
| 2019-2020       | Heerenveen      | ED              | 3          | 0          | CO              | 0               | 0               |                    | -                  | -                  |             | -           | -           | 3      | 0      |        |
| 2020-2021       | Heerenveen      | ED              | 4          | 0          | CO              | 1               | 0               |                    | -                  | -                  |             | -           | -           | 5      | 0      |        |
| Totale carriera | Totale carriera | Totale carriera | 7          | 0          |                 | 1               | 0               |                    | -                  | -                  |             | -           | -           | 8      | 0      |        |